# Aire urbaine de Château-Gontier-sur-Mayenne
L'aire urbaine de Château-Gontier-sur-Mayenne est une aire urbaine française centrée sur l'unité urbaine de Château-Gontier-sur-Mayenne. Composée de neuf communes mayennaises, elle comptait 25 288 habitants en 2016.

## Historique
Selon le zonage de 1999, l'aire urbaine était composée de 13 communes (dont 3 formaient le pôle urbain). En 2010, elle est composée de 15 communes (dont 3 forment le pôle urbain). Ampoigné, Laigné et Longuefuye se sont ajoutées à la couronne du pôle (+3) et Daon est devenue une commune multipolarisée (-1).
À la suite de la création, en 2018 et 2019, des communes nouvelles de Bierné-les-Villages, Château-Gontier-sur-Mayenne, Gennes-Longuefuye, Prée-d'Anjou et La Roche-Neuville, le nombre des communes de l'aire urbaine est de 9.

## Composition selon la délimitation de 2010
L'aire urbaine est composée des 9 communes suivantes :
| Nom                         | Code Insee | Statut           | Superficie (km2) | Population (dernière pop. légale) | Densité (hab./km2) |
| --------------------------- | ---------- | ---------------- | ---------------- | --------------------------------- | ------------------ |
| Château-Gontier-sur-Mayenne | 53062      | commune nouvelle | 68,49            | 16 539 (2022)                     | 241                |
| Châtelain                   | 53063      |                  | 13,91            | 464 (2022)                        | 33                 |
| Chemazé                     | 53066      |                  | 38,54            | 1 363 (2022)                      | 35                 |
| Coudray                     | 53078      |                  | 11,01            | 867 (2022)                        | 79                 |
| Fromentières                | 53101      |                  | 22,06            | 838 (2022)                        | 38                 |
| Gennes-Longuefuye           | 53104      | commune nouvelle | 40,29            | 1 351 (2022)                      | 34                 |
| Ménil                       | 53150      |                  | 28,7             | 907 (2022)                        | 32                 |
| Prée-d'Anjou                | 53124      | commune nouvelle | 42,66            | 1 392 (2022)                      | 33                 |
| La Roche-Neuville           | 53136      | commune nouvelle | 28,67            | 1 227 (2022)                      | 43                 |

## Évolution démographique
| 1968   | 1975   | 1982   | 1990   | 1999   | 2006   | 2011   | 2016   |
| ------ | ------ | ------ | ------ | ------ | ------ | ------ | ------ |
| 17 205 | 18 422 | 19 747 | 21 101 | 22 274 | 23 571 | 24 902 | 25 288 |

## Caractéristiques selon le zonage de  1999
D'après la délimitation établie par l'INSEE, l'aire urbaine de Château-Gontier est composée de 13 communes, toutes situées en Mayenne.
3 des communes de l'aire urbaine font partie de son pôle urbain, qui est ici l'unité urbaine (couramment : agglomération) de Château-Gontier.
En 1999, ses 21 526 habitants faisaient d'elle la 252e des 354 aires urbaines françaises.
Les 10 autres communes, dites monopolarisées, sont toutes des communes rurales.
L’aire urbaine de Château-Gontier appartient à l’espace urbain de Rennes.
Le tableau suivant indique l’importance de l’aire dans le département (les pourcentages s'entendent en proportion du département) :
| Département | Communes | Communes (%) | Superficie (km²) | Superficie (%) | Population (1999) | Population (%) |
| ----------- | -------- | ------------ | ---------------- | -------------- | ----------------- | -------------- |
| Mayenne     | 13       | 5,0          | 262,05           | 5,1            | 21 526            | 7,5            |

En 2006, la population s’élevait à 22 671 habitants ;

## Pour approfondir